# Mariano García (periodista)
Mariano García (Mar del Plata, Provincia de Buenos Aires; 9 de abril de 1980) es un periodista, locutor conductor de televisión argentino. Actualmente trabaja en Telefe Noticias.

## Estudios
Es 
Periodista y Locutor Nacional, egresado del Instituto Superior de Comunicación Social de Mar del Plata Cardenal Eduardo Pironio adscrito al ISER, Instituto Superior de Estudios Radiofónicos. 

## Carrera
Desde 2002, fue conductor de varios programas del Canal 8 de Mar del Plata. Desde 2007 hasta 2009 trabajó como periodista en C5N.
Desde 1999 y hasta 2005 fue conductor en FM Brisas. Durante el verano 2005-2006 fue corresponsal para AM del Plata en Mar del Plata. En el verano 2005-2006 también fue corresponsal para Radio Continental en esa misma ciudad. En 2007, trabajó como cronista para diversos programas de Radio Diez.
Entre 2005 y 2006, fue redactor de artículos históricos en diferentes libros del Museo Archivo Histórico Municipal “Roberto T. Barilli”.
En 2007, escribió el libro “Hechos de luz”, ese mismo año también participó de la redacción del libro “Mar del Plata de Ayer” (Editorial de Arte).

## Trayectoria

### Televisión
| Año           | Programa                 | Canal                    |
| ------------- | ------------------------ | ------------------------ |
| 2002-2007     | Teleocho Informa         | Canal 8 de Mar del Plata |
| 2007-2009     | Noticieros               | C5N                      |
| 2009-presente | Telefe noticias a las 20 | Telefe                   |
| 2016-presente | Staff de noticias        | Telefe                   |
| 2018-presente | Buen Telefe              | Telefe                   |
| 2018-presente | El noticiero de la gente | Telefe                   |
| 2020          | Juntos podemos lograrlo  | Telefe                   |